# Крупчик, Томаш
Тома́ш Кру́пчик (чеш. Tomáš Krupčík; род. 8 января 1988, Яблонец-над-Нисоу, Северочешский край) — чешский биатлонист, биатлоном начал заниматься с 2010 года, серебряный призер чемпионата Европы 2018, серебряный и бронзовый призер Универсиады 2013, двукратный бронзовый призёр чемпионатов мира по летнему биатлону.

## Карьера
В основной состав сборной Чехии попал перед началом сезона 2012/2013. На этапах кубка Мира дебютировал в Эстерсунде в индивидуальной гонке, где занял 85-е место. В эстафетах за свою сборную впервые выступил в 2012 году в Хохфильцене. Представляет спортивный клуб FK Jablonec. 7 февраля 2019 года в индивидуальной гонке на этапе кубка мира в канадском Кэнморе Крупчик занял 12 место, это гонка стала лучшей в его карьере.